# Роберт Меррилл (певец)
Ро́берт Ме́ррилл (англ. Robert Merrill; настоящее имя Мойше (Моррис) Миллер; 4 июня 1917, Нью-Йорк — 23 октября 2004, Нью-Рошелл) — американский оперный певец (баритон).
Родился в Бруклине в семье еврейских эмигрантов из Варшавы, портного Абрахама Миллера (исходная фамилия Мильштейн) и его жены Лилиан, урождённой Балабан. Получил первоначальное образование под руководством своей матери. Дебютировал в 1944 году в опере «Аида» Джузеппе Верди.
Стал известен как один из лучших баритонов итальянского репертуара, в частности в операх Верди. Выступал также с исполнением эстрадной музыки и канторского репертуара синагогальной литургии, был исполнителем роли Тевье-молочника в бродвейском мюзикле «Скрипач на крыше» по повести Шолом-Алейхема.